# Garcinia evonymoides
Garcinia evonymoides är en tvåhjärtbladig växtart som först beskrevs av Jules Émile Planchon och Triana, och fick sitt nu gällande namn av P.W.Sweeney och Z.S.Rogers. Garcinia evonymoides ingår i släktet Garcinia och familjen Clusiaceae. Inga underarter finns listade i Catalogue of Life.